# Stellako River
Der Stellako River ist ein Fluss im nördlich-zentralen Teil der kanadischen Provinz British Columbia. 

## Flusslauf
Der Stellako River bildet den 14,5 km langen Abfluss des auf dem Nechako-Plateau gelegenen François Lake zum Fraser Lake. Der Stellako River verlässt den François Lake an dessen östlichem Nordufer. Er fließt in überwiegend nordöstlicher Richtung.
2 km oberhalb der Mündung trifft der Endako River von Norden kommend auf den Fluss. Nach weiteren 500 m kreuzt der British Columbia Highway 16 (Yellowhead Highway) den Fluss. Schließlich erreicht der Stellako River das südwestliche Ende des Fraser Lake, 2 km westlich der Gemeinde Fraser Lake.

## Hydrologie
Der Stellako River entwässert ein Areal von ungefähr 5450 km². Der mittlere Abfluss am Ausfluss aus dem François Lake beträgt 21,1 m³/s. Die höchsten monatlichen Abflüsse treten gewöhnlich von Mai bis Juli auf.